# QuickTime Alternative
QuickTime Alternative es un paquete de códec de Microsoft Windows para la reproducción de QuickTime; normalmente sólo se pueden reproducir por el software QuickTime de distribución oficial desde Apple Inc. El desarrollo ha cesado y la versión del codec QuickTime ahora va a la zaga de la liberada por Apple.
QuickTime Alternative consta de bibliotecas de códecs extraídos de distribución oficial de Apple, incluyendo el plugin oficial QuickTime requerido para reproducir archivos de QuickTime (MOV., QT. y otros) en los navegadores web como Internet Explorer y Mozilla Firefox, y también incluye Media Player Classic.

## Diferencias
Las principales diferencias funcionales entre QuickTime oficial y QuickTime Alternative desde el punto de vista del usuario final están en el conjunto de características, tamaño y consumo de recursos del sistema. QuickTime Alternative es un paquete más pequeño y carece de la dotación completa de software incluido en QuickTime de Apple, incluyendo QuickTime Player, PictureViewer, y cualquier característica de QuickTime Pro. Además, QuickTime Alternative no ejecuta procesos en segundo plano, como el ícono de la bandeja QuickTime opcional de la distribución oficial.

## QT Lite
QT Lite es una versión reducida de QuickTime Alternative que contiene sólo los componentes de la base, y no instala Media Player Classic. Se utiliza para mantenerse al mismo tiempo que QuickTime Alternative.

## Versiones
- El 10 de marzo de 2006, QuickTime Alternative 1.56 fue lanzado, que es la última versión basada en Apple QuickTime 6.0, y por lo tanto la última versión compatible con Windows 98 y Windows Me.[3]
- El 28 de junio de 2007, QT Lite fue introducido. QT Lite 1.1.2 publicó 2007-11-12 fue la última versión de Windows 2000, QT Lite 2.0.0 publicado un día después requiere Windows XP.[4]
- El 14 de septiembre de 2007, QuickTime Alternative 1.90 fue lanzado, que elimina la funcionalidad y DirectShow filtros de QuickTime Pro, los cuales se incluyeron en las versiones anteriores. Sobre la base de Apple QuickTime 7.2,[5] QuickTime Alternative 1.95 es la primera versión que no es compatible Windows 2000[6] o CPUs sin SSE.[6]
- El 15 de diciembre de 2007, QuickTime Alternative 2.20 fue lanzado y que estaba basado en Apple QuickTime 7.3.1.70. A partir de esta versión alza soporte para CPUs sin SSE se restablece de nuevo.[7]
- El 3 de septiembre de 2009, QuickTime Alternative 3.2.2 fue liberado. Sobre la base de Apple QuickTime 7.6.6.[1]
- El 15 de julio de 2010, ambos QuickTime Alternative y Real Alternative fueron removidos de su sitio web principal de distribución, y en 25 de julio de 2010 QT Lite y Real Alternative Lite siguieron el ejemplo. El mantenedor de estos paquetes de software, CodecGuru, se niega a discutir el motivo de la retirada, diciendo "que la discusión no se quiere aquí". CodecGuru también elimina activamente o edita ningún post del foro Codec Guide que mencionan los dos paquetes de codecs y su eliminación. Repetida publicación de los resultados de temas en los usuarios que se prohibió el foro. CodecGuru declaró en un mensaje en el foro que "No hay enlaces en el sitio más para estimular el uso y el desarrollo de alternativas de código abierto, como VLC, en lugar del uso de software propietario".[8]
- El 16 de agosto de 2010 QT Lite 4.0.0 fue liberado. Sobre la base de Apple QuickTime 7.6.7.[2]
- El 18 de diciembre de 2010 QT Lite 4.1.0 fue liberado. Sobre la base de Apple QuickTime 7.6.9.